# PZL-Mielec M-18 Dromader
Le PZL-Mielec M-18 Dromader (« dromadaire » en polonais) est un avion monomoteur fabriqué par PZL Mielec en Pologne, sur la base du Thrush Commander.
Destiné à l'agriculture (épandage aérien), l'avion est aussi utilisé comme avion bombardier d'eau.